# ジュン (アニメポケットモンスター)
ジュンは、任天堂のゲームソフト『ポケットモンスター』シリーズを原作とするアニメ『ポケットモンスター』シリーズに登場する架空の人物。声優は鈴木達央。

## プロフィール
- 出身地：シンオウ地方・フタバタウン
- 職業：ポケモントレーナー
- 登場時期[1]：DP・MV
- 主な経歴（ポケモンリーグ編）
  - シンオウリーグ・スズラン大会：ベスト16

## 各国の日本国外名
- 英語：Barry
- 韓国語：ヨンシック(ハングル：용식)

## 人物
DP101話から登場したポケモントレーナーの少年。レギュラーキャラクター以外で次回予告を務めたキャラクター。

### 性格・特徴
サトシのDP編におけるライバル。一人称は「俺」。ロケット団からは「お騒がせ罰金ボーイ」と呼ばれる。口癖は「罰金だ!」「なんだよなんだよ、なんだってんだよ!」。
せっかちなお調子者で思い込みが激しく、さらに人の話をあまり聞き入れようとしない。短気で喧嘩っ早い面もあり、他者に対して失礼な態度を取りがち。
バトルスタイルは「はかいこうせん」や「ハイドロカノン」といった強力な攻撃技で押し切るタイプで、かつ戦略面ではあまり熟達していない事から、かつてのサトシを彷彿させる。バトルでは「行けっ! ○○! お前の力を見せてやれ!」、「行くぜ行くぜ行くぜ!○○!GO!」と言う。
シンジに憧れており、「世界最強を目指している」「早く強くなりたい」という思いを持っている。初登場時では、モンスターボールにポケモンを戻した時に声をかけず、「今のポケモンで駄目ならより強いポケモンをゲットする」という考え方を持ち、その点でシンジに近い面が見られた。しかし、サトシと出会ってからは自分のポケモンを心配したり気遣ったりと、彼なりに大事にしている様子が見受けられるようになった。また、せっかちな性格ではあるものの、ポケモンの特訓は熱心に行っている。

### 対人関係
サトシの事はヨスガシティでのタッグバトル大会を見て知り、シンジと息を合わせることのできなかったサトシを当初は軽視する発言をしていた。しかしその後サトシにポケモンバトルで敗れたことや、自身は全く歯が立たなかったヨスガジム戦でサトシがメリッサに勝利したのを目の当たりにしたこと、ヒコザルの様子が以前見た時とは違ったことなどからサトシの実力を認めた様子。その後は名前で呼び合うのはもちろん、連絡を取ったり握手するほど仲良くなっている。シンオウリーグでサトシが自身の憧れの存在であるシンジに勝利した際には、シンジを立てつつもサトシの勝利を素直に喜んでいた。
ヒカリはフタバタウンの祭りの際にバクオングと一緒に大声で歌っているジュンの姿を見たようだが、ジュン自身はヒカリのことを全く知らなかった。同じフタバタウン出身のケンゴとは初対面ですぐに意気投合し、「ベストフレンド」と呼ぶようになる。

### その他
- 父親はシンオウ・バトルフロンティアのタワータイクーンであるクロツグ。父親のことは「ダディ」と呼んでおり、「俺のダディは強い」「サトシにはダディは倒せない」と言うなど尊敬している様子。
- モデルはゲーム版『ダイヤモンド・パール』のライバルで、ジュンという名前[4]や容姿、せっかちな行動や口癖はゲーム版に準じている。服装は『ダイヤモンド・パール』、腕につけているポケッチは『プラチナ』に登場するニューモデルとなっている。また、手持ちの内4匹は、ゲーム版『ダイヤモンド・パール・プラチナ』にて、主人公がヒコザルを選んだパターンに準じている。
- 映画『幻影の覇者 ゾロアーク』では、エンペルトと共にエンディングで1コマ登場する。

## 略歴
サトシたちとはヨスガジムの前で出会う。そしてサトシと3対3のポケモンバトルを行い、僅差で敗北する。直後にサトシのヨスガジム戦を観戦したことで、サトシの実力を知る。
サトシのジム戦後は鋼鉄島へと修行に向かうため、ミオシティまでサトシたちと同行する。鋼鉄島での修行の最中、エンペルトの異変と島のポケモンたちの様子がおかしいことに気づき、サトシたちと協力して異変の原因であるギンガ団と戦う。事件解決後にサトシとポケモンリーグでの再会の約束をし、別れた。
DP101話の時点ではサトシよりもジムバッジの数が少なかったが、DP163話でサトシよりも先にバッジ8個をゲットした。
シンオウリーグでは三回戦でシンジとのバトルを迎えるも、前述の押し切り型のバトルスタイルが祟り、結局シンジのポケモンを一匹も倒せず敗退する。しかしバトル後にシンジに対し「自分の力を全部出せたから悔いは無い」「いつか世界最強の座をかけてバトルしよう」と言っている。それに対しシンジも「いいバトルだった」とジュンの実力を認めるような返答をしている。その後はサトシの試合をヒカリ・タケシとともに観戦していた。リーグ終了後はいつかサトシに勝利することを宣言し、サトシたちと別れ再び旅立った。
DP特別編においては姿は見せていないものの、一旦フタバタウンに戻り、その後すぐ旅立ったことが語られている。

## ジュンのポケモン

### エンペルト
（ポッチャマ→ポッタイシ）→エンペルト
- 声 - 小西克幸
- 登場時期：DP
- 特性：げきりゅう

DP101話から登場。ジュンの最初のポケモンで、エース格。修行によりすばやさを限界まで高めている。
初登場時のサトシのピカチュウとのバトルではほぼ互角の勝負を繰り広げるが、「はかいこうせん」の隙を突かれて敗れる。
シンオウリーグではシンジのエレキブルと戦い、「ギガインパクト」と「かみなりパンチ」を立て続けに受けて大ダメージを負ったところで特性の「げきりゅう」を発動し、「ハイドロカノン」で反撃するも、「まもる」で防がれ、更に「かみなり」をまともに受け、そのまま敗れた。
使用技は「ハイドロカノン」、「はかいこうせん」、「メタルクロー」、「ドリルくちばし」、「はがねのつばさ」「ハイドロポンプ」。

### ムクホーク
ムクホーク
- 声 - 三木眞一郎
- 登場時期：DP

DP101話から登場。サトシとのバトルでは、ヒコザルの素早さに付いていけずに敗れた。
鋼鉄島ではギンガ団のゴルバットと戦うが敗れた。
使用技は「たいあたり」、「つばさでうつ」、「インファイト」。

### ロズレイド
ロズレイド
- 声 - 大谷育江
- 登場時期：DP

DP101話から登場。鋭い「どくづき」を連打するボクシングスタイルで闘う。サトシとのバトルでは相性上不利なヒコザルをパワーで押し切り、「どくづき」で倒すが、グライオンと引き分ける。
鋼鉄島ではギンガ団のゴルバットと戦うが敗れた。
使用技は「どくづき」。

### ヘラクロス
ヘラクロス
- 声 - 三木眞一郎
- 登場時期：DP

DP110話から登場し、140話のジュンの回想ではフタバタウンの近くの木にあまいミツを塗り、誘われてミツに吸いに来たところをゲットしたと語っている。ジュンをつかんで空を飛ぶことがある。
鋼鉄島ではギンガ団のマーズのゴルバットと戦うが、ゴルバットの攻撃からジュンを庇って敗れた。
使用技は「メガホーン」、「みだれづき」、「すてみタックル」。

### エアームド
エアームド
- 声 - 小西克幸
- 登場時期：DP

DP184話から登場。シンジとのバトルでは一番手で登場し、まきびしを仕掛けるが、ブーバーンの「かえんほうしゃ」の一撃で敗れた。
使用技は「まきびし」。

### サワムラー
サワムラー
- 声 - うえだゆうじ
- 登場時期：DP

DP184話から登場。エンペルトと同じく、修行によりすばやさを限界まで高めている。シンジのリングマとのバトルでは相性の良さから有利に戦いを進め、「ブレイズキック」でやけど状態にするも、リングマの特性の「こんじょう」が発動し、「ブレイズキック」と「アームハンマー」の同時打ちの末敗れた。
使用技は「インファイト」、「ブレイズキック」、「メガトンキック」、「とびひざげり」。